# Turlough O’Carolan

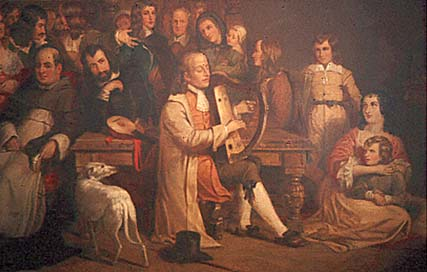
Turlough Carolan – Gemälde von J.C. Trimball (1844)

Turlough O’Carolan, irisch in zeitgenössischer Schreibung Toirdhealbhach Ó Cearbhalláin, in moderner Schreibung Toirealach  Ó Cearúlláin, Aussprache [ˈtɔɾʲəl̪ax oː ˈkʲaɾuːl̪ɑːnʲ] (* 1670 bei Nobber, County Meath; † 25. März 1738 in Ballyfarnon, County Roscommon), war ein irischer Komponist und Harfenspieler.

## Leben und Wirken
1684 zog O’Carolan mit seiner Familie ins County Roscommon, wo sein Vater, ein einfacher Bauer, eine Anstellung bei Mrs. McDermott Roe fand. Er erkrankte mit 18 Jahren an Pocken und erblindete. Da O’Carolan blind nicht arbeiten konnte, finanzierte Mrs. McDermott ihm ein dreijähriges Harfenstudium. Wegen seines Alters hatte er Schwierigkeiten, das Instrument perfekt zu beherrschen, und verlegte seine Tätigkeit eher auf das Komponieren. 
O’Carolan Werke waren sowohl von der traditionellen irischen Musik als auch von der höfischen italienischen Barockmusik beeinflusst und häufig in Tanzrhythmen gehalten. Er kannte die Musik zeitgenössischer italienischer Komponisten wie Antonio Vivaldi und Arcangelo Corelli und bewunderte Francesco Geminiani, der in den 1730er Jahren in Irland auftrat. Ein Großteil seiner Musik versucht sich an italienischen Formen mit Sequenzen und Imitationen: Einige seiner längeren Stücke haben eine schnelle Jig als Coda, in der Art von Corelli. Noch heute gilt er mit über 200 überlieferten Kompositionen, sowohl Instrumentalstücke als auch Lieder, als Irlands größter Nationalkomponist. Von seinen Liedern ist nur eines auf Englisch geschrieben.
Er kreierte das Wort Planxty (plancstaí), das damals in seinen Liedern auftauchte. Die „Planxtys“ sind musikalische Grüße, die daher rühren, dass O’Carolan wie alle Harfenspieler durch die Lande zog und in diversen reichen Haushalten seine Musik spielte. Als Dank für besondere Freundlichkeit widmete er den Hausherren (oder Damen) Dankeslieder und verewigte sie so mit seiner Musik (etwa Planxty Irwin, Planxty Plunkett, Planxty Fanny Poer, Planxty Burke, Planxty Maggie Brown).

Turlough Carolan – Gedenktafel in der St. Patrick’s Cathedral in Dublin, Irland

O’Carolan liegt auf dem Friedhof von Keadue (County Roscommon) begraben.

## Rezeption
Die früheste Sammlung, die Werke von O’Carolan enthält, ist A Collection of the Most Celebrated Irish Tunes, die 1724 von John und William Neale veröffentlicht wurde. Um 1780 erschien in Dublin A Favourite Collection of … old Irish Tunes of … Carolan. Weiterhin wurden in vielen Anthologien und gedruckten Sammlungen irischer Musik aus dem 18. und 19. Jahrhundert seine Lieder und Instrumentalstücke überliefert.
Mehr als 60 Werke von O’Carolan finden sich in der Sammlung O’Neills Music of Ireland. In Irland werden die Stücke von O’Carolan seit den späten 1960er Jahren wieder regelmäßig aufgeführt. Die Wiederentdeckung wurde durch Seán Ó Riada mit seiner Gruppe Ceoltóirí Chualann und The Dubliners eingeleitet. Letztere haben den Titel O’Carolan’s Concerto auf ihrem Album Drinkin’ & Courtin’ einem breiten Publikum vorgestellt. The Chieftains, Planxty, Patrick Ball sowie zahlreiche Folkmusiker folgten ihnen. Die populärsten Titel sind auch in Sammlungen wie The Fiddler’s Fakebook enthalten.
Ab 1988 fand zunächst in Nobber jährlich das O’Carolan Harp Festival statt, das mittlerweile in Keadue stattfindet und mit einer Sommerschule verbunden ist. 
In jüngerer Zeit erlangte Turlough O’Carolan außerdem durch den 2011 erschienenen Jugendroman Saeculum von Ursula Poznanski Bekanntheit. In der Handlung des Buches, die eigentlich im Mittelalter spielt, werden mehrere Lieder von ihm zitiert, unter anderem Planxty Drew.

## Werke
Einige bekannte Kompositionen von O’Carolan:
- Mrs. Anne Mac Dermott Roe, Princess Royal McDermott
- Welcome
- Farewell to Music (Slán le Ceol)
- Planxty Lady Wrixon
- Morgan Magan
- All Alive
- Planxty Irvine
- Sídh Beag agus Sídh Mór
- Brighid Crúis
- Eleanor Plunkett
- Carolan’s Concerto

## Notenmaterial
- Nikolaus Newerkla: The Music of an Irish Harper. Tunes in Bearbeitungen für Blockflöte und Klavier (Cembalo). Bärenreiter, Kassel 2012.
- Nikolaus Newerkla: Playford Dances and Carolan Tunes. Tunes in Bearbeitungen für Blockflöte und Cembalo. Moeck, Celle 2007.
- Patrick Pföß: Paddy’s Playbook. 20 Stücke von Turlough O’Carolan und Gaelic Folk in Arrangements für gemischtes Ensemble. BoD, Norderstedt 2020, ISBN 978-3-7519-7090-7.
- Patrick Pföß: O’Carolan 16 Trios. für 2 Querflöten und Altflöte in G (Cello, Fagott). Schott, Mainz 2008.
- Patrick Pföß: O’Carolan 16 Trios. für 2 Violinen und Cello. Schott, Mainz 2009.